# Cladonia diversa
Cladonia diversa är en lavart som beskrevs av M. G. I. Asperges. Cladonia diversa ingår i släktet Cladonia, och familjen Cladoniaceae. Arten är reproducerande i Sverige.